# Juan de Ávila (rejero)
Juan de Ávila (segunda mitad del siglo XV – primera mitad del siglo XVI) fue un rejero español que participó en la realización de la reja del Monasterio de Guadalupe y en las rejas del coro y el altar mayor de la catedral de Sevilla. Fue colaborador del también rejero fray Francisco de Salamanca a quien conoció alrededor de 1493 en Ávila.

## Biografía
Nació en Castilla y fue fraile lego de la Orden de San Jerónimo. Entre 1510 y 1514 se trasladó a Guadalupe en Extremadura, colaborando con fray Francisco de Salamanca en la realización de la reja del Monasterio de Guadalupe. En 1519 se encontraba afincado en Sevilla, pues se tiene noticia de que se le pagó la suma de 1500 maravedís por el flete de sus herramientas. En Sevilla colaboró también con fray Francisco de Salamanca en la construcción de la reja del coro de la Catedral de Sevilla y a partir de 1524 en la reja que cierra el altar mayor del mismo templo, trabajo finalizó en el año 1528.

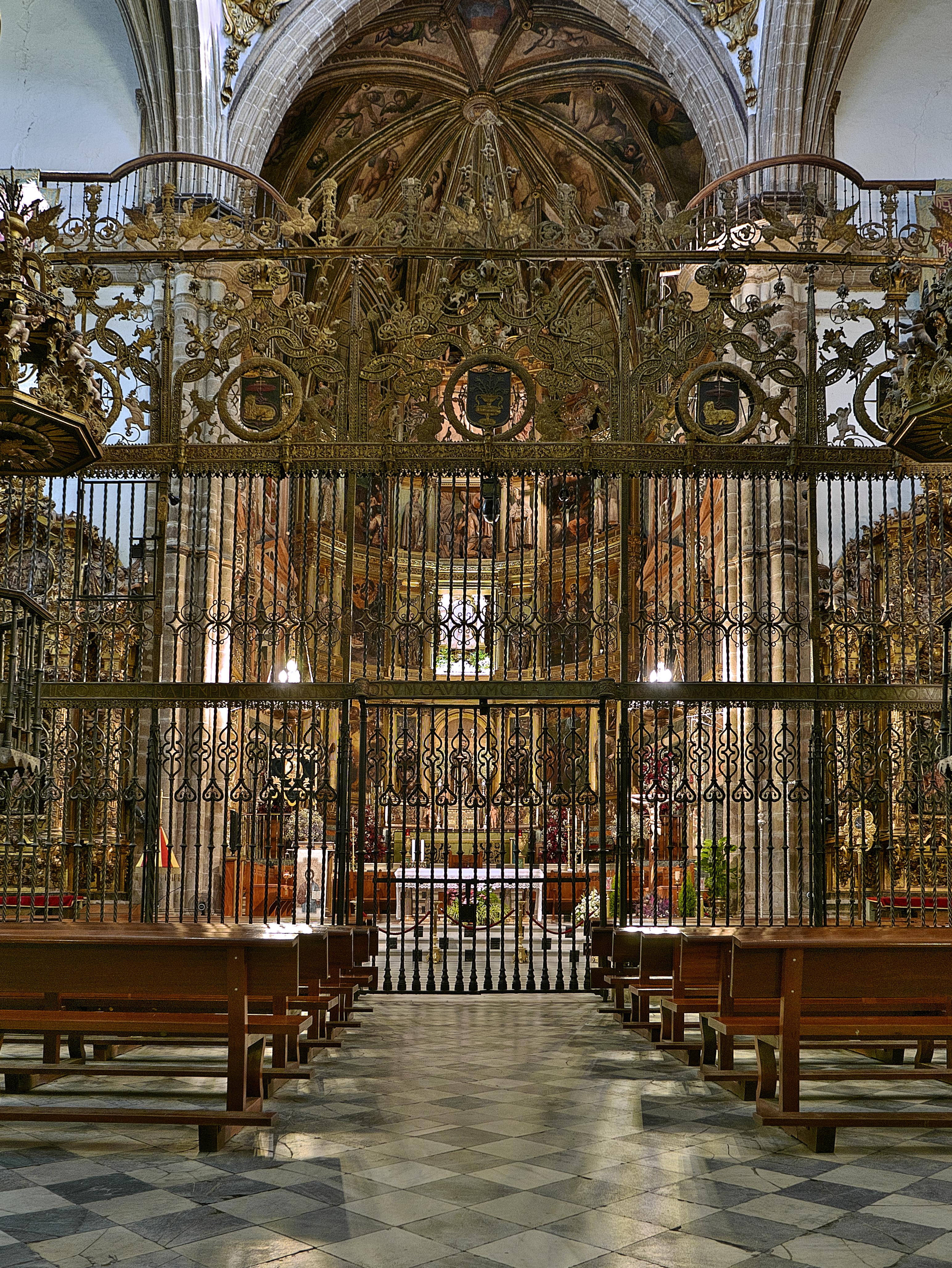
Reja del Monasterio de Guadalupe.